# Азимбаев, Турдымурат
Турдымурат Азимбаев (каз. Тұрдымұрат Әзімбаев; 24 апреля 1923, село Кошкарата, Келесский район, Южно-Казахстанская область, СССР — 2009, Южно-Казахстанская область) — разведчик, участник Великой Отечественной войны, ветеран педагогики.

## Биография
Родился 24 апреля 1923 года в Келесском районе Южно-Казахстанской области. Происходит из рода бесуыл племени шанышкылы.
В 1939 году окончил семь классов школы имени Калинина, в том же году продолжил обучение в Зооветтехникуме в Капланбеке, а затем в педагогическом училище.
Трудовую деятельность начал в 1941 году учителем в школе имени Калинина.
В марте 1942 года был призван в ряды Советской Армии, до июля того же года проходил военную подготовку в Алма-Ате.
Служил разведчиком на Украинском фронте в 1168 полку 346-й стрелковой дивизии 51-й армии под командованием генерала Д. И. Станкевского.
В составе 346-й стрелковой дивизии проявил большой героизм при освобождении Крыма от врага. В августе 1944 года был тяжело ранен.
Затем с отличием окончил Шымкентский институт подготовки учителей, Алматинский педагогический институт. Работал директором нескольких районных школ, заведующим районной учебной частью, сельским и районным советами партии.
После выхода на пенсию в 1978 году и до конца жизни занимал должность председателя районного совета ветеранов.

## Награды
- Орден Красного Знамени (28 сентября 1943 года)[2];
- Медаль «За отвагу» (СССР) (дважды: 19.06.1943, 29.07.1943)[3];
- Орден Отечественной войны 1 степени (6 апреля 1985 года)[4];
- Награждён боевыми, правительственными и юбилейными медалями СССР;
- Нагрудный знак «Отличник народного просвещения Казахской ССР»;
- Указом президента РК от 3 мая 1995 года награждён орденом «Отан» один из высших орденов Республики Казахстан (награда вручена из рук Президента РК в резиденции в Алматы);
- Медаль «Астана» (1998);
- Медаль «10 лет независимости Республики Казахстан» (2001);
- Медаль «50 лет Целине» (2004);
- Медаль «10 лет Астане» (2008) и др медали РК